# Österreichisch-ungarische Krone

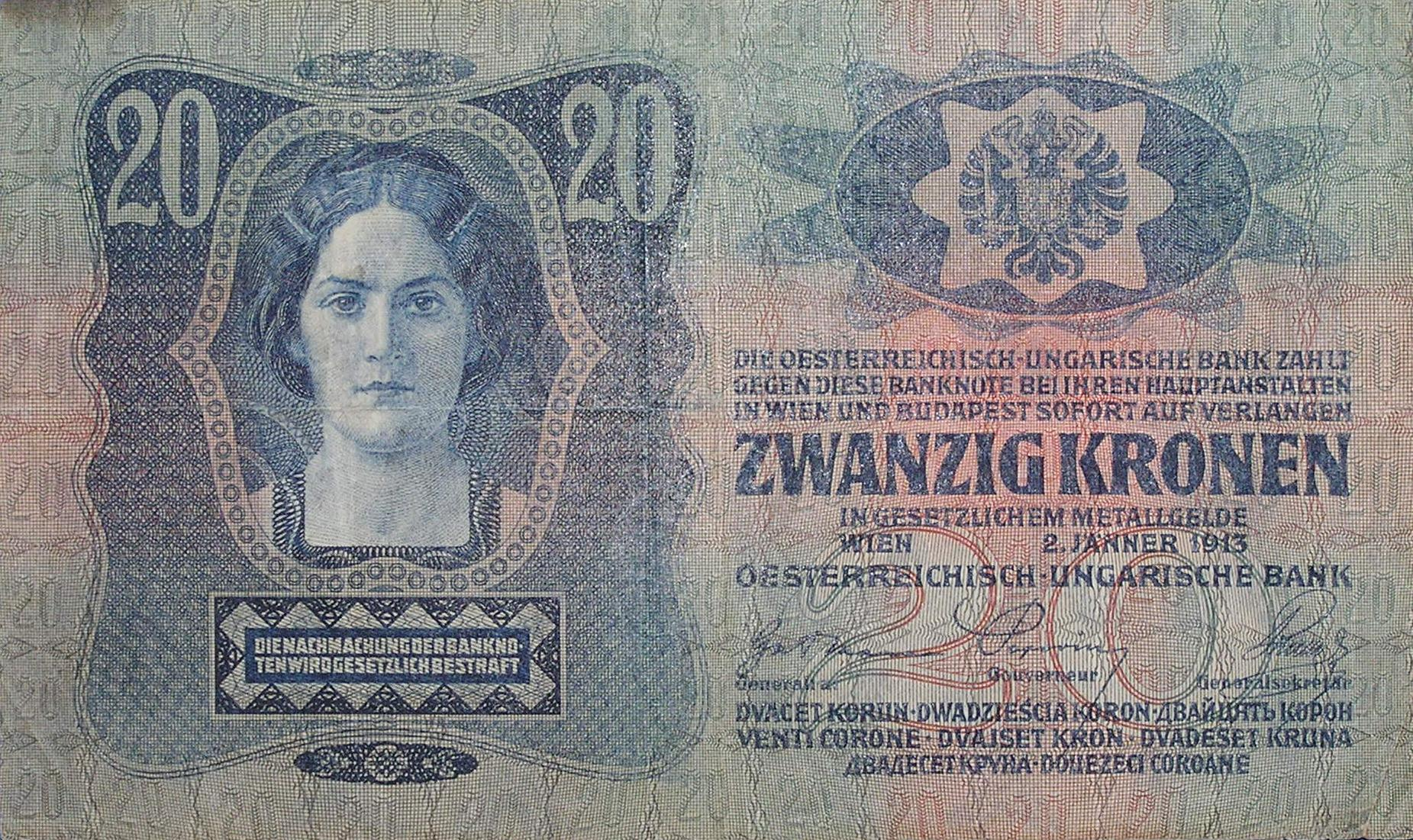
Banknote zu 20 Kronen, 1913 – Vorderseite mit dem Wappen des Kaisertums Österreich, auf Deutsch, Tschechisch, Polnisch, Ruthenisch (Ukrainisch), Italienisch, Slowenisch, Kroatisch, Serbisch und Rumänisch

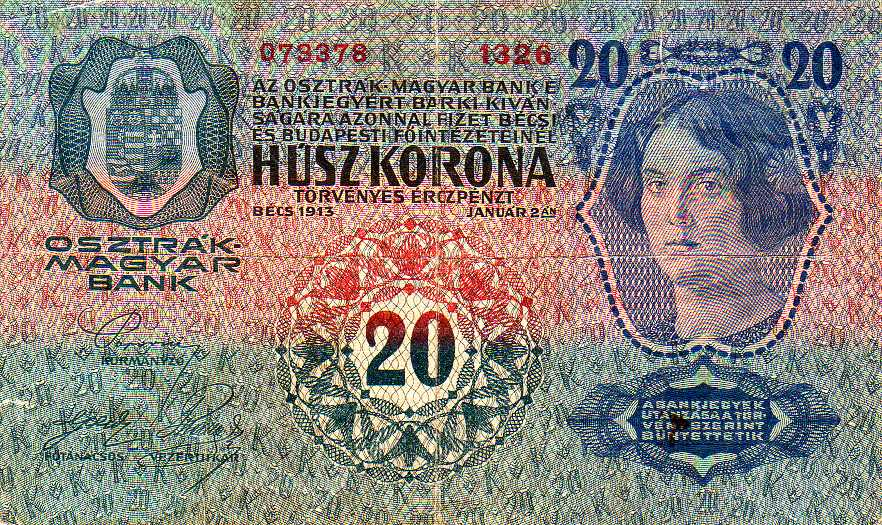
Banknote zu 20 Kronen, 1913 – Rückseite mit dem Wappen des Königreichs Ungarn, auf Ungarisch

Die Krone, auf ungarisch Korona genannt, (von 1919 an in Österreich offiziell als „Österreichische Krone“ bezeichnet) war die Goldwährung Österreich-Ungarns bis 1918 und die Währung der Republik Österreich von 1918 bis 1925. Sie löste im Zuge der Währungsumstellung von 1892 den Gulden ab, der eine Silberstandardwährung war. In der Umgangssprache bezeichnete man die Goldmünzen zu 10, 20 und 100 Kronen als „Goldkronen“.
In der österreichischen Reichshälfte entsprachen 100 Heller einer Krone (hergeleitet vom Griechischen „κορώνα“ bzw. Lateinischen „corona“ für „Krone“). In der ungarischen Reichshälfte entsprachen 100 Fillér einer Korona.

## Geschichte

### Währungsumstellung 1892
Im August 1892 wurde der Gulden durch die Krone zu 100 Heller ersetzt. Bis zum 1. Januar 1900 war der Gulden (fl.) neben der Krone (K) gültiges Zahlungsmittel, der Umrechnungskurs lag bei zwei Kronen für einen Gulden (→ Goldkrone). Die Umstellung war nicht mit währungspolitischen Veränderungen verbunden, wie sie für Währungsreformen typisch sind, und war daher keine Reform, sondern nur eine Umbenennung.
Auf den Banknoten der Oesterreichisch-ungarischen Bank (der Notenbank der Doppelmonarchie; sie wurde mit kleinem „u“ geschrieben) war der Name der Währung auf der österreichischen Seite, da die Nationalitäten laut Dezemberverfassung 1867 gleichberechtigt waren, auch in anderen Sprachen der Monarchie angeführt („koruna“, „korona“, „corona“, „krona“, „kruna“, „coroană“), auf der ungarischen Seite, der magyarischen Nationalitätenpolitik entsprechend, nur auf Ungarisch.
Während die Banknoten von der gemeinsamen Notenbank herausgegeben wurden, erfolgte die Münzprägung zwischen dem ungarischen und dem österreichischen Reichsteil getrennt. Daher wiesen die Münzen jeweils nur Symbole der betreffenden „Reichshälfte“ auf. Sie kursierten aber in ganz Österreich-Ungarn, – wie heute die in den Euro-Staaten geprägten Münzen in der gesamten Eurozone kursieren.
Der im Rahmen des Goldstandards festgelegte Wechselkurs gegenüber der Mark des Deutschen Kaiserreiches betrug 1912 1,176 Kronen.
Auf Basis der Statuten der Oesterreichisch-ungarischen Bank war die genannte Bank verpflichtet, an ihren Hauptstellen in Wien und Budapest jederzeit binnen 24 Stunden Banknoten in Metallgeld (aber nicht zwingend Gold!) umzutauschen, andernfalls sie ihres Notenprivilegs verlustig gegangen wäre. An Außenstellen bestand diese Verpflichtung im Rahmen der Vorräte. Umgekehrt war die Bank auch verpflichtet, Gold in unbegrenzter Höhe zum Münzfuß in Papiergeld umzuwechseln – was wohl in der Praxis das kleinere Problem war. Auch der Umlauf der Scheidemünzen war gesetzlich begrenzt.

### Erster Weltkrieg
Bereits vor dem Krieg war die Notenbank (laut Ludwig von Mises) nicht gesetzlich verpflichtet, Banknoten in Gold umzutauschen, tat dies aber freiwillig, um die Stabilität der Krone zu sichern.
Bereits am 4. August 1914 wurde eine Kaiserliche Verordnung (RGBl. 198/1914) erlassen, nach der die Oesterreichisch-ungarische Bank ermächtigt wurde, von den Bankstatuten abweichende Bestimmungen in Kraft zu setzen. Dies führte in Folge neben einer geringeren Metalldeckung des Banknotenumlaufs zu einer Aussetzung der Einlösungsverpflichtung in Gold.
Eine Welle beschleunigter Inflation begann mit dem Ersten Weltkrieg, da dieser im Wesentlichen über Anleihen finanziert wurde. Der Ausweitung der Geldmenge stand keine entsprechende Gütermenge gegenüber; die Verknappung auf fast allen Gebieten führte rasch zu Teuerungserscheinungen. Das Preisniveau bei Kriegsende betrug das fünfzehnfache des Jahres 1914.

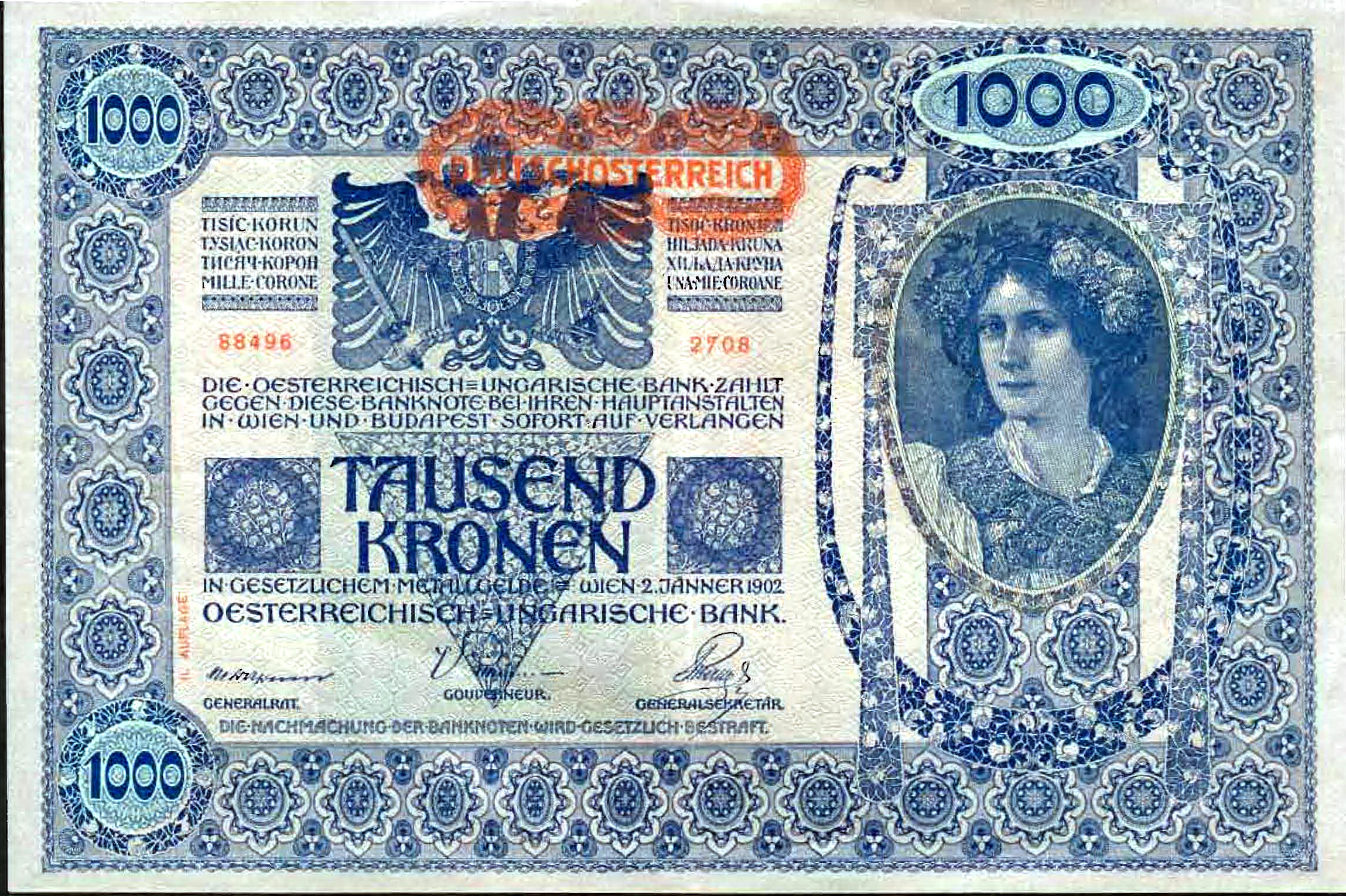
Banknote zu 1000 Kronen, 1902; der Aufdruck „Deutschösterreich“ wurde ab März 1919 angebracht – Vorderseite

### Zerfall der Monarchie, Nachfolgestaaten
Nach Jahresbeginn 1919 trennten sich das Königreich der Serben, Kroaten und Slowenen (ab 1929 Jugoslawien genannt), die Tschechoslowakische Republik, der republikanische Staat Deutschösterreich und das damals ebenfalls republikanische Ungarn, die die Kronenwährung (vorerst) beibehielten, durch Abstempelung ihrer Banknoten von der früheren Gemeinschaftswährung. Österreich deckte die enormen Kriegskosten nicht durch Steuern, z. B. Steuererhöhungen oder neue Steuern, sondern es druckte zusätzliches Geld. Dies verursachte Inflation, wie auch in Deutschland (Näheres hier). Das gemeinsame Währungsgebiet des Habsburgerreiches löste sich rasch auf, zumal Deutschösterreich auf die wirtschaftspolitischen Bedürfnisse anderer Nachfolgestaaten kaum Rücksicht nahm oder nehmen konnte.
Im neuen südslawischen Staat begann man im Jänner 1919, die eigenen Kronenbanknoten abzustempeln. Die Tschechoslowakei folgte im Februar 1919. Um das Einströmen von Kronenbanknoten ungeklärter Herkunft, etwa aus Ungarn, zu verhindern, musste auch Deutschösterreich im März 1919 mit dem Abstempeln seines Banknotenumlaufs beginnen. Auf Grund der unterschiedlichen Inflationsraten in den folgenden Jahren hatten diese Kronenwährungen ganz unterschiedlichen Wert. Die Tschechoslowakei behielt ihre Koruna, Österreich musste sie 1925 aufgeben. In der Slowakei galt die Kronenwährung bis 2009, Tschechien führt die Krone als Währungsnamen bis heute. 

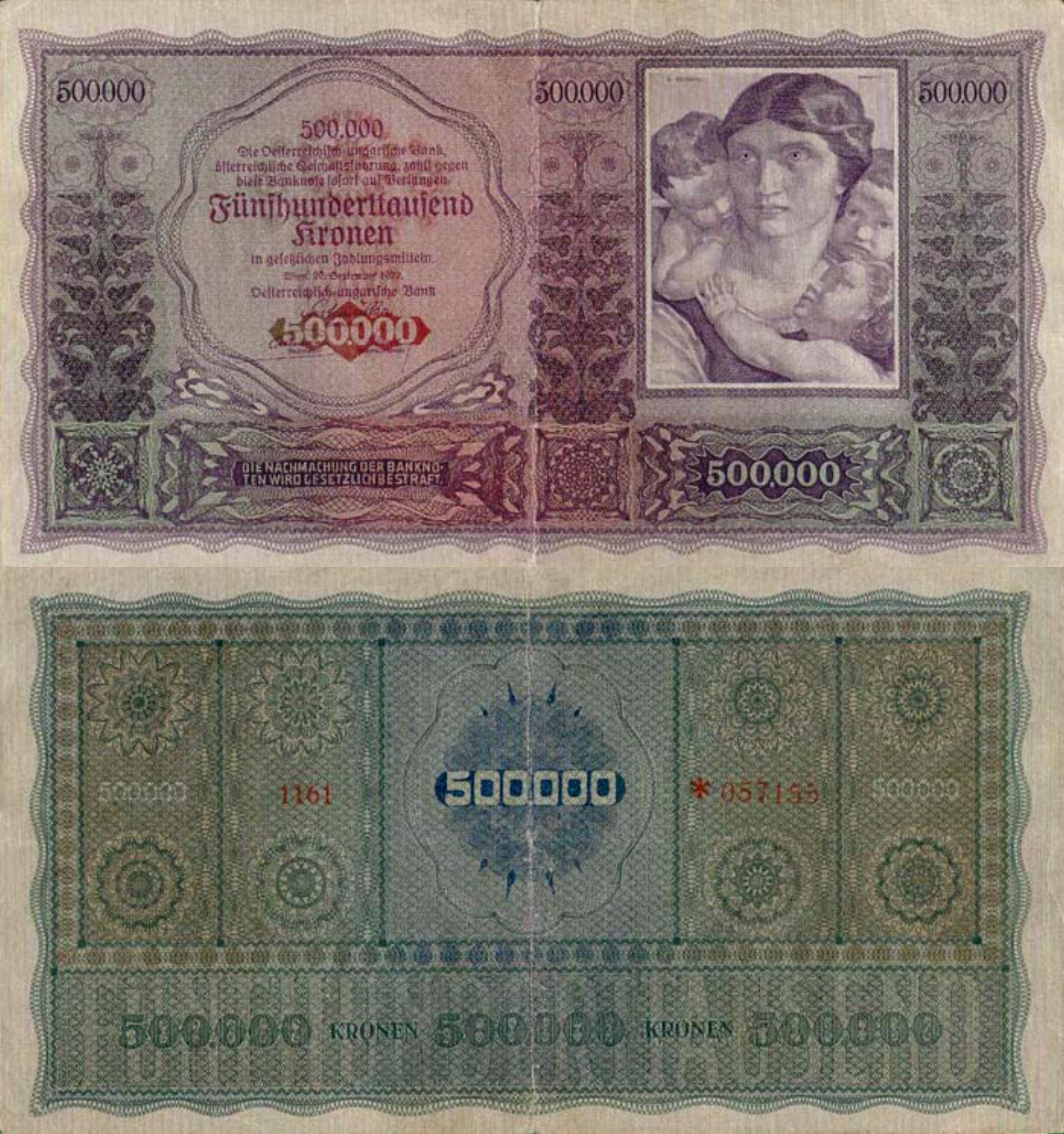
Hyperinflations-Banknote zu 500.000 Kronen, 1922

### Österreich bis 1925
Weiter bestehende enorme Budgetdefizite in Deutschösterreich (unter anderem zur Subventionierung der Lebensmittel) und Währungsspekulationen trieben die Inflation weiter an, die mit eigenen Mitteln nicht zu stoppen war. Der Wert der Papierkrone gegenüber der Goldkrone fiel bis August 1922 auf 14.400 : 1. Bundeskanzler Ignaz Seipel benötigte 1922 ausländische Hilfe und einen international überwachten strikten Sparkurs, damit die Staatsfinanzen wieder ins Lot gebracht werden konnten. Als dies gelang, bereitete die Bundesregierung Seipel I 1924 die Einführung der Schillingwährung vor. Diese Währungsreform wurde vom Nationalrat am 20. Dezember 1924, einen Monat nach dem Rücktritt Seipels, beschlossen und mit 1. März 1925 realisiert (In der folgenden mehrmonatigen Übergangszeit wurden österreichische Kronen noch akzeptiert). Der Wert eines Schillings entsprach 10.000 „Papierkronen“.

Die letzte Kronen-Banknote, 1924

Die letzte Kronen-Banknote, schon mit Schilling-Aufdruck, 1924

## Österreichische Münzen 1892 bis 1918
| Übersicht, Umlaufmünzen der österreichischen Reichshälfte in Heller und Kronen von 1892 bis 1918 | Übersicht, Umlaufmünzen der österreichischen Reichshälfte in Heller und Kronen von 1892 bis 1918 | Übersicht, Umlaufmünzen der österreichischen Reichshälfte in Heller und Kronen von 1892 bis 1918 | Übersicht, Umlaufmünzen der österreichischen Reichshälfte in Heller und Kronen von 1892 bis 1918 | Übersicht, Umlaufmünzen der österreichischen Reichshälfte in Heller und Kronen von 1892 bis 1918 | Übersicht, Umlaufmünzen der österreichischen Reichshälfte in Heller und Kronen von 1892 bis 1918 | Übersicht, Umlaufmünzen der österreichischen Reichshälfte in Heller und Kronen von 1892 bis 1918                                                               | Übersicht, Umlaufmünzen der österreichischen Reichshälfte in Heller und Kronen von 1892 bis 1918                                                 | Übersicht, Umlaufmünzen der österreichischen Reichshälfte in Heller und Kronen von 1892 bis 1918 |
| Bild                                                                                             | Bild                                                                                             | Wert                                                                                             | Durch- messer                                                                                    | Raugewicht Feingehalt                                                                            | Beschreibung                                                                                     | Beschreibung | Beschreibung | Ausgabejahre                                                                                     |
| Wertseite                                                                                        | Bildseite                                                                                        | Wert                                                                                             | Durch- messer                                                                                    | Raugewicht Feingehalt                                                                            | Rand                                                                                             | Wertseite | Bildseite | Ausgabejahre                                                                                     |
| ------------------------------------------------------------------------------------------------ | ------------------------------------------------------------------------------------------------ | ------------------------------------------------------------------------------------------------ | ------------------------------------------------------------------------------------------------ | ------------------------------------------------------------------------------------------------ | ------------------------------------------------------------------------------------------------ | --- | --- | ------------------------------------------------------------------------------------------------ |
|                                                                                                  |                                                                                                  | 1 Heller                                                                                         | 17 mm                                                                                            | 1,66 g 95 % Cu, 4 % Sn, 1 % Zn                                                                   | glatt                                                                                            | Wert, Jahr der Prägung | Adler mit Wappen | 1892–1903, 1909–1916                                                                             |
|                                                                                                  |                                                                                                  | 1 Heller                                                                                         | 17 mm                                                                                            | 1,66 g 95 % Cu, 4 % Sn, 1 % Zn                                                                   | glatt                                                                                            | Wert, Jahr der Prägung | Adler mit Bindenschild | 1916                                                                                             |
|                                                                                                  |                                                                                                  | 2 Heller                                                                                         | 19 mm                                                                                            | 3,33 g 95 % Cu, 4 % Sn, 1 % Zn                                                                   | glatt                                                                                            | Wert, Jahr der Prägung | Adler mit Wappen | 1892–1915                                                                                        |
|                                                                                                  |                                                                                                  | 2 Heller                                                                                         | 17,3 mm                                                                                          | 2,78 g 100 % Fe                                                                                  | glatt                                                                                            | Wert, Jahr der Prägung | Adler mit Bindenschild (die dunkle Eisenmünze trug den Spottnamen Neger)                                                                         | 1916–1918                                                                                        |
|                                                                                                  |                                                                                                  | 10 Heller                                                                                        | 19 mm                                                                                            | 3 g 100 % Ni                                                                                     | geriffelt                                                                                        | Wert, Jahr der Prägung | Adler mit Wappen | 1892–1895, 1907–1911                                                                             |
|                                                                                                  |                                                                                                  | 10 Heller                                                                                        | 19 mm                                                                                            | 3 g 50 % Cu, 40 % Zn, 10 % Ni                                                                    | geriffelt                                                                                        | Wert, Jahr der Prägung | Adler mit Wappen | 1915–1916                                                                                        |
|                                                                                                  |                                                                                                  | 10 Heller                                                                                        | 19 mm                                                                                            | 3 g 50 % Cu, 40 % Zn, 10 % Ni                                                                    | geriffelt                                                                                        | Wert, Jahr der Prägung | Adler mit Bindenschild | 1916                                                                                             |
|                                                                                                  |                                                                                                  | 20 Heller                                                                                        | 21 mm                                                                                            | 4 g 100 % Ni                                                                                     | geriffelt                                                                                        | Wert, Jahr der Prägung | Adler mit Wappen | 1892–1895, 1907–1909, 1911, 1914                                                                 |
|                                                                                                  |                                                                                                  | 20 Heller                                                                                        | 21 mm                                                                                            | 3,33 g 100 % Fe                                                                                  | glatt                                                                                            | Wert, Jahr der Prägung | Adler mit Bindenschild | 1915–1918                                                                                        |
|                                                                                                  |                                                                                                  | 1 Krone                                                                                          | 23 mm                                                                                            | 5 g 835 ‰ Ag 165 ‰ Cu                                                                            | „VIRIBVS VNITIS“                                                                                 | Österreichische Kaiserkrone, Wert, Jahr der Prägung | „FRANC•IOS•I•D•G•IMP•AVSTR•REX BOH•GAL•ILL•ETC•ET AP•REX HVNG•“, Franz Joseph I. mit Lorbeerkranz                                                | 1892–1907                                                                                        |
|                                                                                                  |                                                                                                  | 1 Krone                                                                                          | 23 mm                                                                                            | 5 g 835 ‰ Ag 165 ‰ Cu                                                                            | „VIRIBVS VNITIS“                                                                                 | „DVODECIM LVSTRIS GLORIOSE PERACTIS“, 1848–1908, Österreichische Kaiserkrone, Wert (60-Jahre-Regierungsjubiläum)                                               | „FRANC•IOS•I•D•G•IMP•AVSTR•REX BOH•GAL•ILL•ETC•ET AP•REX HVNG•“, Franz Joseph I. ohne Lorbeerkranz, unter Bildnis ohne „ST•SCHWARTZ“ (Marschall) | 1908                                                                                             |
|                                                                                                  |                                                                                                  | 1 Krone                                                                                          | 23 mm                                                                                            | 5 g 835 ‰ Ag 165 ‰ Cu                                                                            | „VIRIBVS VNITIS“                                                                                 | Österreichische Kaiserkrone, Wert, Jahr der Prägung | „FRANC•IOS•I•D•G•IMP•AVSTR•REX BOH•GAL•ILL•ETC•ET AP•REX HVNG•“, Franz Joseph I. ohne Lorbeerkranz, unter Bildnis mit „ST•SCHWARTZ“              | 1912–1916                                                                                        |
|                                                                                                  |                                                                                                  | 2 Kronen                                                                                         | 27 mm                                                                                            | 10 g 835 ‰ Ag, 165 ‰ Cu                                                                          | „VIRIBVS VNITIS“                                                                                 | „II CORONÆ“, Adler mit Wappen, Wert, Jahr der Prägung | „FRANC•IOS•I•D•G•IMP•AVSTR•REX BOH•GAL•ILL•ETC•ET AP•REX HVNG•“, Franz Joseph I. ohne Lorbeerkranz, unter Bildnis mit „ST•SCHWARTZ“              | 1912–1913                                                                                        |
|                                                                                                  |                                                                                                  | 5 Kronen                                                                                         | 36 mm                                                                                            | 24 g 900 ‰ Ag, 100 ‰ Cu                                                                          | „VIRIBVS VNITIS“                                                                                 | „QUINQVE CORONÆ“, Adler mit Wappen, Wert, Jahr der Prägung | „FRANC•IOS•I•D•G•IMP•AVSTR•REX BOH•GAL•ILL•ETC•ET AP•REX HVNG•“, Franz Joseph I. mit Lorbeerkranz                                                | 1900, 1907                                                                                       |
|                                                                                                  |                                                                                                  | 5 Kronen                                                                                         | 36 mm                                                                                            | 24 g 900 ‰ Ag, 100 ‰ Cu                                                                          | „VIRIBVS VNITIS“                                                                                 | „DVODECIM LVSTRIS GLORIOSE PERACTIS“, 1848–1908, Fortuna mit Lorbeerzweigen, Adler mit Wappen, Österreichische Kaiserkrone, Wert (60-Jahre-Regierungsjubiläum) | „FRANC•IOS•I•D•G•IMP•AVSTR•REX BOH•GAL•ILL•ETC•ET AP•REX HVNG•“, Franz Joseph I. ohne Lorbeerkranz, unter Bildnis ohne „ST•SCHWARTZ“ (Marschall) | 1908                                                                                             |
|                                                                                                  |                                                                                                  | 5 Kronen                                                                                         | 36 mm                                                                                            | 24 g 900 ‰ Ag, 100 ‰ Cu                                                                          | „VIRIBVS VNITIS“                                                                                 | „QUINQVE CORONÆ“, Adler mit Wappen, Wert, Jahr der Prägung 1909                                                                                                | „FRANC•IOS•I•D•G•IMP•AVSTR•REX BOH•GAL•ILL•ETC•ET AP•REX HVNG•“, Franz Joseph I. ohne Lorbeerkranz, unter Bildnis ohne „ST•SCHWARTZ“ (Marschall) | 1909                                                                                             |
|                                                                                                  |                                                                                                  | 5 Kronen                                                                                         | 36 mm                                                                                            | 24 g 900 ‰ Ag, 100 ‰ Cu                                                                          | „VIRIBVS VNITIS“                                                                                 | „QUINQVE CORONÆ“, Adler mit Wappen, Wert, Jahr der Prägung 1909                                                                                                | „FRANC•IOS•I•D•G•IMP•AVSTR•REX BOH•GAL•ILL•ETC•ET AP•REX HVNG•“, Franz Joseph I. ohne Lorbeerkranz, unter Bildnis mit „ST•SCHWARTZ“              | 1909                                                                                             |
|                                                                                                  |                                                                                                  | 10 Kronen                                                                                        | 19 mm                                                                                            | 3,387 g 900 ‰ Au, 100 ‰ Cu                                                                       | Ornamente                                                                                        | „X CORONÆ“, Adler mit Wappen, Wert, Jahr der Prägung | „FRANC•IOS•I•D•G•IMP•AVSTR•REX BOH•GAL•ILL•ETC•ET AP•REX HVNG•“, Franz Joseph I. mit Lorbeerkranz                                                | 1892–1893, 1896–1897, 1905–1906                                                                  |
|                                                                                                  |                                                                                                  | 10 Kronen                                                                                        | 19 mm                                                                                            | 3,387 g 900 ‰ Au, 100 ‰ Cu                                                                       | Ornamente                                                                                        | „DVODECIM LVSTRIS GLORIOSE PERACTIS“, 1848–1908, Adler mit Wappen, Wert (60-Jahre-Regierungsjubiläum)                                                          | „FRANC•IOS•I•D•G•IMP•AVSTR•REX BOH•GAL•ILL•ETC•ET AP•REX HVNG•“, Franz Joseph I. ohne Lorbeerkranz, unter Bildnis ohne „ST•SCHWARTZ“ (Marschall) | 1908                                                                                             |
|                                                                                                  |                                                                                                  | 10 Kronen                                                                                        | 19 mm                                                                                            | 3,387 g 900 ‰ Au, 100 ‰ Cu                                                                       | Ornamente                                                                                        | „X CORONÆ“, Adler mit Wappen, Wert, Jahr der Prägung | „FRANC•IOS•I•D•G•IMP•AVSTR•REX BOH•GAL•ILL•ETC•ET AP•REX HVNG•“, Franz Joseph I. ohne Lorbeerkranz, unter Bildnis ohne „ST•SCHWARTZ“ (Marschall) | 1909                                                                                             |
|                                                                                                  |                                                                                                  | 10 Kronen                                                                                        | 19 mm                                                                                            | 3,387 g 900 ‰ Au, 100 ‰ Cu                                                                       | Ornamente                                                                                        | „X CORONÆ“, Adler mit Wappen, Wert, Jahr der Prägung | „FRANC•IOS•I•D•G•IMP•AVSTR•REX BOH•GAL•ILL•ETC•ET AP•REX HVNG•“, Franz Joseph I. ohne Lorbeerkranz, unter Bildnis mit „ST•SCHWARTZ“              | 1909–1911                                                                                        |
|                                                                                                  |                                                                                                  | 10 Kronen                                                                                        | 19 mm                                                                                            | 3,387 g 900 ‰ Au, 100 ‰ Cu                                                                       | Ornamente                                                                                        | „X CORONÆ“, Adler mit Wappen, Wert, Jahr der Prägung | „FRANC•IOS•I•D•G•IMP•AVSTR•REX BOH•GAL•ILL•ETC•ET AP•REX HVNG•“, Franz Joseph I. ohne Lorbeerkranz, unter Bildnis mit „ST•SCHWARTZ“              | 1912 (Neuprägung)                                                                                |
|                                                                                                  |                                                                                                  | 20 Kronen                                                                                        | 21 mm                                                                                            | 6,775 g 900 ‰ Au, 100 ‰ Cu                                                                       | „VIRIBVS VNITIS“                                                                                 | „XX CORONÆ“, Adler mit Wappen, Wert, Jahr der Prägung | „FRANC•IOS•I•D•G•IMP•AVSTR•REX BOH•GAL•ILL•ETC•ET AP•REX HVNG•“, Franz Joseph I. mit Lorbeerkranz                                                | 1892–1905                                                                                        |
|                                                                                                  |                                                                                                  | 20 Kronen                                                                                        | 21 mm                                                                                            | 6,775 g 900 ‰ Au, 100 ‰ Cu                                                                       | „VIRIBVS VNITIS“                                                                                 | „DVODECIM LVSTRIS GLORIOSE PERACTIS“, 1848–1908, Adler mit Wappen, Wert (60-Jahre-Regierungsjubiläum)                                                          | „FRANC•IOS•I•D•G•IMP•AVSTR•REX BOH•GAL•ILL•ETC•ET AP•REX HVNG•“, Franz Joseph I. ohne Lorbeerkranz, unter Bildnis ohne „ST•SCHWARTZ“ (Marschall) | 1908                                                                                             |
|                                                                                                  |                                                                                                  | 20 Kronen                                                                                        | 21 mm                                                                                            | 6,775 g 900 ‰ Au, 100 ‰ Cu                                                                       | „VIRIBVS VNITIS“                                                                                 | „XX CORONÆ“, Adler mit Wappen, Wert, Jahr der Prägung | „FRANC•IOS•I•D•G•IMP•AVSTR•REX BOH•GAL•ILL•ETC•ET AP•REX HVNG•“, Franz Joseph I. ohne Lorbeerkranz, unter Bildnis ohne „ST•SCHWARTZ“ (Marschall) | 1909                                                                                             |
|                                                                                                  |                                                                                                  | 20 Kronen                                                                                        | 21 mm                                                                                            | 6,775 g 900 ‰ Au, 100 ‰ Cu                                                                       | „VIRIBVS VNITIS“                                                                                 | „XX CORONÆ“, Adler mit Wappen, Wert, Jahr der Prägung | „FRANC•IOS•I•D•G•IMP•AVSTR•REX BOH•GAL•ILL•ETC•ET AP•REX HVNG•“, Franz Joseph I. ohne Lorbeerkranz, unter Bildnis mit „ST•SCHWARTZ“              | 1909–1914, 1916                                                                                  |
|                                                                                                  |                                                                                                  | 20 Kronen                                                                                        | 21 mm                                                                                            | 6,775 g 900 ‰ Au, 100 ‰ Cu                                                                       | „VIRIBVS VNITIS“                                                                                 | „XX CORONÆ“, Adler mit Wappen, Wert, Jahr der Prägung | „FRANC•IOS•I•D•G•IMP•AVSTR•REX BOH•GAL•ILL•ETC•ET AP•REX HVNG•“, Franz Joseph I. ohne Lorbeerkranz, unter Bildnis mit „ST•SCHWARTZ“              | 1915 (Neuprägung)                                                                                |
|                                                                                                  |                                                                                                  | 20 Kronen                                                                                        | 21 mm                                                                                            | 6,775 g 900 ‰ Au, 100 ‰ Cu                                                                       | „VIRIBVS VNITIS“                                                                                 | „XX CORONÆ“, Adler mit Bindenschild, Wert, Jahr der Prägung | „FRANC•IOS•I•D•G•IMP•AVSTR•REX BOH•GAL•ILL•ETC•ET AP•REX HVNG•“, Franz Joseph I. ohne Lorbeerkranz, unter Bildnis mit „ST•SCHWARTZ“              | 1916                                                                                             |
|                                                                                                  |                                                                                                  | 20 Kronen                                                                                        | 21 mm                                                                                            | 6,775 g 900 ‰ Au, 100 ‰ Cu                                                                       | „PACE BELLOQVE OMNIA PRO PATRIA CVM POPVLO MEO“                                                  | „XX CORONÆ“, Adler mit Bindenschild, Wert, Jahr der Prägung | „CAROLVS D•G•IMP•AVSTR•REX BOH•GAL•ILL•ETC•ET AP•REX HVNG•“, Karl I.                                                                             | 1918                                                                                             |
|                                                                                                  |                                                                                                  | 100 Kronen                                                                                       | 37 mm                                                                                            | 33,875 g 900 ‰ Au, 100 ‰ Cu                                                                      | „VIRIBVS VNITIS“                                                                                 | „DVODECIM LVSTRIS GLORIOSE PERACTIS“, 1848–1908, Fortuna mit Lorbeerkranz und Schild (Adler mit Wappen) auf Wolke, Wert (60-Jahre-Regierungsjubiläum)          | „FRANC•IOS•I•D•G•IMP•AVSTR•REX BOH•GAL•ILL•ETC•ET AP•REX HVNG•“, Franz Joseph I. ohne Lorbeerkranz, unter Bildnis ohne „ST•SCHWARTZ“ (Marschall) | 1908                                                                                             |
|                                                                                                  |                                                                                                  | 100 Kronen                                                                                       | 37 mm                                                                                            | 33,875 g 900 ‰ Au, 100 ‰ Cu                                                                      | „VIRIBVS VNITIS“                                                                                 | „C CORONÆ“, Adler mit Wappen, Wert, Jahr der Prägung | „FRANC•IOS•I•D•G•IMP•AVSTR•REX BOH•GAL•ILL•ETC•ET AP•REX HVNG•“, Franz Joseph I. ohne Lorbeerkranz, unter Bildnis mit „ST•SCHWARTZ“              | 1909–1914                                                                                        |
|                                                                                                  |                                                                                                  | 100 Kronen                                                                                       | 37 mm                                                                                            | 33,875 g 900 ‰ Au, 100 ‰ Cu                                                                      | „VIRIBVS VNITIS“                                                                                 | „C CORONÆ“, Adler mit Wappen, Wert, Jahr der Prägung | „FRANC•IOS•I•D•G•IMP•AVSTR•REX BOH•GAL•ILL•ETC•ET AP•REX HVNG•“, Franz Joseph I. ohne Lorbeerkranz, unter Bildnis mit „ST•SCHWARTZ“              | 1915 (Neuprägung)                                                                                |
| Diese Bilder sind in einer Größe von 2,5 Pixel pro Millimeter.                                   |                                                                                                  |                                                                                                  |                                                                                                  |                                                                                                  |                                                                                                  | | |                                                                                                  |
| Anmerkungen: 1. 2. 3. 4.                                                                         |                                                                                                  |                                                                                                  |                                                                                                  |                                                                                                  |                                                                                                  | | |                                                                                                  |

## Ungarische Münzen 1892 bis 1918
| Übersicht, Umlaufmünzen der ungarischen Reichshälfte in Heller und Kronen von 1892 bis 1918 | Übersicht, Umlaufmünzen der ungarischen Reichshälfte in Heller und Kronen von 1892 bis 1918 | Übersicht, Umlaufmünzen der ungarischen Reichshälfte in Heller und Kronen von 1892 bis 1918 | Übersicht, Umlaufmünzen der ungarischen Reichshälfte in Heller und Kronen von 1892 bis 1918 | Übersicht, Umlaufmünzen der ungarischen Reichshälfte in Heller und Kronen von 1892 bis 1918 | Übersicht, Umlaufmünzen der ungarischen Reichshälfte in Heller und Kronen von 1892 bis 1918 | Übersicht, Umlaufmünzen der ungarischen Reichshälfte in Heller und Kronen von 1892 bis 1918                                           | Übersicht, Umlaufmünzen der ungarischen Reichshälfte in Heller und Kronen von 1892 bis 1918 | Übersicht, Umlaufmünzen der ungarischen Reichshälfte in Heller und Kronen von 1892 bis 1918 |
| Bild                                                                                        | Bild                                                                                        | Wert                                                                                        | Durch- messer                                                                               | Raugewicht Feingehalt                                                                       | Beschreibung                                                                                | Beschreibung | Beschreibung | Ausgabejahre                                                                                |
| Wertseite                                                                                   | Bildseite                                                                                   | Wert                                                                                        | Durch- messer                                                                               | Raugewicht Feingehalt                                                                       | Rand                                                                                        | Wertseite | Bildseite | Ausgabejahre                                                                                |
| ------------------------------------------------------------------------------------------- | ------------------------------------------------------------------------------------------- | ------------------------------------------------------------------------------------------- | ------------------------------------------------------------------------------------------- | ------------------------------------------------------------------------------------------- | ------------------------------------------------------------------------------------------- | --- | --- | ------------------------------------------------------------------------------------------- |
|                                                                                             |                                                                                             | 1 Filler                                                                                    | 17 mm                                                                                       | 1,67 g 95 % Cu, 4 % Sn, 1 % Zn                                                              | glatt                                                                                       | Wert, Münzzeichen „K•B“ | „MAGYAR KIRÁLYI VÁLTÓPÉNZ“, Stephanskrone, Jahr der Prägung | 1892–1903, 1906, 1914                                                                       |
|                                                                                             |                                                                                             | 2 Filler                                                                                    | 19 mm                                                                                       | 3,33 g 95 % Cu, 4 % Sn, 1 % Zn                                                              | glatt                                                                                       | Wert, Münzzeichen „K•B“ | „MAGYAR KIRÁLYI VÁLTÓPÉNZ“, Stephanskrone, Jahr der Prägung | 1892–1910, 1914–1915                                                                        |
|                                                                                             |                                                                                             | 2 Filler                                                                                    | 17,3 mm                                                                                     | 2,78 g 100 % Fe                                                                             | glatt                                                                                       | Wert, Münzzeichen „K•B“ | „MAGYAR KIRÁLYI VÁLTÓPÉNZ“, Stephanskrone, Jahr der Prägung | 1916–1918                                                                                   |
|                                                                                             |                                                                                             | 10 Filler                                                                                   | 19 mm                                                                                       | 3 g 100 % Ni                                                                                | geriffelt                                                                                   | Wert, Münzzeichen „K•B“ (Neuprägungen mit Punkt unter K•B)                                                                            | „MAGYAR KIRÁLYI VÁLTÓPÉNZ“, Stephanskrone, Jahr der Prägung | 1892–1895, 1906, 1908–1909, 1914                                                            |
|                                                                                             |                                                                                             | 10 Filler                                                                                   | 19 mm                                                                                       | 3 g 50 % Cu, 40 % Zn, 10 % Ni                                                               | geriffelt                                                                                   | Wert, Münzzeichen „K•B“ (Neuprägungen mit Punkt unter K•B)                                                                            | „MAGYAR KIRÁLYI VÁLTÓPÉNZ“, Stephanskrone, Jahr der Prägung | 1914–1916                                                                                   |
|                                                                                             |                                                                                             | 10 Filler                                                                                   | 19 mm                                                                                       | 3 g 100 % Fe                                                                                | geriffelt                                                                                   | Wert, Münzzeichen „K•B“ (Neuprägungen mit Punkt unter K•B)                                                                            | „MAGYAR KIRÁLYI VÁLTÓPÉNZ“, Stephanskrone, Jahr der Prägung | 1915–1916, 1918, 1920                                                                       |
|                                                                                             |                                                                                             | 20 Filler                                                                                   | 21 mm                                                                                       | 4 g 100 % Ni                                                                                | geriffelt                                                                                   | Wert, Münzzeichen „K•B“ (Neuprägungen mit Punkt unter K•B)                                                                            | „MAGYAR KIRÁLYI VÁLTÓPÉNZ“, Stephanskrone, Jahr der Prägung | 1892–1894, 1906–1908, 1914                                                                  |
|                                                                                             |                                                                                             | 20 Filler                                                                                   | 21 mm                                                                                       | 3,33 g 100 % Fe                                                                             | glatt                                                                                       | Wert, Münzzeichen „K•B“ (Neuprägungen mit Punkt unter K•B)                                                                            | „MAGYAR KIRÁLYI VÁLTÓPÉNZ“, Stephanskrone, Jahr der Prägung | 1915–1918, 1920–1922                                                                        |
|                                                                                             |                                                                                             | 1 Korona                                                                                    | 23 mm                                                                                       | 5 g 835 ‰ Ag, 165 ‰ Cu                                                                      | “BIZALMAM AZ ŐSI ERÉNYBEN”, Ornamente                                                       | Stephanskrone, Wert, Jahr der Prägung                                                                                                 | „FERENCZ JÓZSEF I•K•A•CS•ÉS M•H•S•D•O•AP•KIR•“, Franz Joseph I., Münzzeichen „K•B•“ | 1892–1896, 1906                                                                             |
|                                                                                             |                                                                                             | 1 Korona                                                                                    | 23 mm                                                                                       | 5 g 835 ‰ Ag, 165 ‰ Cu                                                                      | “BIZALMAM AZ ŐSI ERÉNYBEN”, Ornamente                                                       | „AZ EZERÉVES MAGYARORSZÁG EMLÉKÉRE“, Franz Joseph I., Wert, Münzzeichen „K•B•“, Jahr 1896                                             | reitender Árpád (zur Tausend-Jahr-Feier) | 1896                                                                                        |
|                                                                                             |                                                                                             | 1 Korona                                                                                    | 23 mm                                                                                       | 5 g 835 ‰ Ag, 165 ‰ Cu                                                                      | “BIZALMAM AZ ŐSI ERÉNYBEN”, Ornamente                                                       | Stephanskrone, Wert, Jahr der Prägung                                                                                                 | „FERENCZ JÓZSEF I•K•A•CS•ÉS M•H•S•D•O•AP•KIR•“, Franz Joseph I. (älter), Münzzeichen „K•B“ | 1912–1916                                                                                   |
|                                                                                             |                                                                                             | 2 Korona                                                                                    | 27 mm                                                                                       | 10 g 835 ‰ Ag, 165 ‰ Cu                                                                     | “BIZALMAM AZ ŐSI ERÉNYBEN”, Ornamente                                                       | Stephanskrone mit 2 Engel, Wert, Jahr der Prägung                                                                                     | „FERENCZ JÓZSEF I•K•A•CS•ÉS M•H•S•D•O•AP•KIR•“, Franz Joseph I., Münzzeichen „K•B“ | 1912–1914                                                                                   |
|                                                                                             |                                                                                             | 5 Korona                                                                                    | 36 mm                                                                                       | 24 g 900 ‰ Ag, 100 ‰ Cu                                                                     | “BIZALMAM AZ ŐSI ERÉNYBEN”, Ornamente                                                       | Stephanskrone mit 2 Engel, Wert, Jahr der Prägung                                                                                     | „FERENCZ JÓZSEF I•K•A•CS•ÉS M•H•S•D•O•AP•KIR•“, Franz Joseph I., Münzzeichen „K•B•“ (Neuprägung mit Jahr 1900: mit Punkt vor FERENCZ)                                                                      | 1900, 1906–1909                                                                             |
|                                                                                             |                                                                                             | 5 Korona                                                                                    | 36 mm                                                                                       | 24 g 900 ‰ Ag, 100 ‰ Cu                                                                     | “BIZALMAM AZ ŐSI ERÉNYBEN”, Ornamente                                                       | „MEGKORONÁZTATÁSÁNAK NEGYVENEDIK ÉVFORDULÓJÁRA“, 1867–1907, Krönungsszene, Wert, Münzzeichen „K•B“ (zum 40-jährigen Krönungsjubiläum) | „FERENCZ JÓZSEF I•K•A•CS• ÉS M•H•S•D•O•AP•KIR•“, Franz Joseph I., Jahr der Prägung 1907 (Neuprägung, wenn nach Jahreszahl 1907 klein „U•P“ steht)                                                          | 1907                                                                                        |
|                                                                                             |                                                                                             | 10 Korona                                                                                   | 19 mm                                                                                       | 3,387 g 900 ‰ Au, 100 ‰ Cu                                                                  | Ornamente                                                                                   | „MAGYAR KIRÁLYSÁG“, 2 Engel mit Wappen, Wert, Münzzeichen „K•B“                                                                       | „FERENCZ JÓZSEF I•K•A•CS•ÉS M•H•S•D•O•AP•KIR•“, stehender Franz Joseph I., Jahr der Prägung | 1892–1915                                                                                   |
|                                                                                             |                                                                                             | 20 Korona                                                                                   | 21 mm                                                                                       | 6,775 g 900 ‰ Au, 100 ‰ Cu                                                                  | “BIZALMAM AZ ŐSI ERÉNYBEN”, Ornamente                                                       | „MAGYAR KIRÁLYSÁG“, 2 Engel mit Wappen, Wert, Münzzeichen „K•B“                                                                       | „FERENCZ JÓZSEF I•K•A•CS•ÉS M•H•S•D•O•AP•KIR•“, stehender Franz Joseph I., Jahr der Prägung | 1892–1915                                                                                   |
|                                                                                             |                                                                                             | 20 Korona                                                                                   | 21 mm                                                                                       | 6,775 g 900 ‰ Au, 100 ‰ Cu                                                                  | “BIZALMAM AZ ŐSI ERÉNYBEN”, Ornamente                                                       | „MAGYAR KIRÁLYSÁG“, 2 Engel mit Bosnien-Wappen, Wert, Münzzeichen „K•B“                                                               | „FERENCZ JÓZSEF I•K•A•CS•ÉS M•H•S•D•O•AP•KIR•“, stehender Franz Joseph I., Jahr der Prägung | 1913–1914, 1916                                                                             |
|                                                                                             |                                                                                             | 20 Korona                                                                                   | 21 mm                                                                                       | 6,775 g 900 ‰ Au, 100 ‰ Cu                                                                  | „HARCBAN ÉS BÉKÉBEN A NEMZETTEL A HAZÁÉRT“                                                  | „MAGYAR KIRÁLYSÁG“, 2 Engel mit Bosnien-Wappen, Wert, Münzzeichen „K•B“                                                               | „KÁROLY I•K•A•CS•ÉS M•H•SZ•D•AP•KIR•“, stehender Karl I., Jahr der Prägung 1918 | 1918                                                                                        |
|                                                                                             |                                                                                             | 100 Korona                                                                                  | 37 mm                                                                                       | 33,875 g 900 ‰ Au, 100 ‰ Cu                                                                 | “BIZALMAM AZ ŐSI ERÉNYBEN”, Ornamente                                                       | „MEGKORONÁZTATÁSÁNAK NEGYVENEDIK ÉVFORDULÓJÁRA“, 1867–1907, Krönungsszene, Wert, Münzzeichen „K•B“ (zum 40-jährigen Krönungsjubiläum) | „FERENCZ JÓZSEF I•K•A•CS•ÉS M•H•S•D•O•AP•KIR•“, Franz Joseph I., Jahr der Prägung 1907 (Neuprägung erkennbar an der eher rötlichen Farbe und den nicht mattierten erhabenen Münzteilen)                    | 1907                                                                                        |
|                                                                                             |                                                                                             | 100 Korona                                                                                  | 37 mm                                                                                       | 33,875 g 900 ‰ Au, 100 ‰ Cu                                                                 | “BIZALMAM AZ ŐSI ERÉNYBEN”, Ornamente                                                       | „MAGYAR KIRÁLYSÁG“, 2 Engel mit Wappen, Wert, Münzzeichen „K•B“                                                                       | „FERENCZ JÓZSEF I•K•A•CS•ÉS M•H•S•D•O•AP•KIR•“, stehender Franz Joseph I., Jahr der Prägung (Neuprägung mit Jahr 1908 erkennbar an der eher rötlichen Farbe und den nicht mattierten erhabenen Münzteilen) | 1907–1908                                                                                   |
| Diese Bilder sind in einer Größe von 2,5 Pixel pro Millimeter.                              |                                                                                             |                                                                                             |                                                                                             |                                                                                             |                                                                                             | | |                                                                                             |
| Anmerkungen: 1. 2. 3. 4. 5. 6. 7. 8. 9.                                                     |                                                                                             |                                                                                             |                                                                                             |                                                                                             |                                                                                             | | |                                                                                             |

## Österreichische Münzen 1918 bis 1924
In der kurzen Zeit, in der man in der Republik Österreich, also ab 1918, noch mit Kronen bezahlte, kamen nur sehr wenige Münzen heraus. Erst im Jahr 1923 erschien eine 100-Kronen-Kupfermünze, bei der aber die Nullen schon klein geschrieben wurden, weil ab dem Jahr 1925 der Schilling eingeführt wurde und 100 Kronen den Wert von „1 Groschen“ hatten und die Münzen bis auf die Nullen exakt gleich aussahen. Ähnlich verhielt es sich mit den 200-Kronen-Kupfermünzen und den 1000-Kronen-Kupfernickel-Münzen. Lediglich die 20- und 100-Kronen-Goldmünzen hatten ein Aussehen, das davor und danach einmalig war.
| Übersicht, Kronen der Republik Österreich 1918 bis 1924        | Übersicht, Kronen der Republik Österreich 1918 bis 1924 | Übersicht, Kronen der Republik Österreich 1918 bis 1924 | Übersicht, Kronen der Republik Österreich 1918 bis 1924 | Übersicht, Kronen der Republik Österreich 1918 bis 1924 | Übersicht, Kronen der Republik Österreich 1918 bis 1924 | Übersicht, Kronen der Republik Österreich 1918 bis 1924    | Übersicht, Kronen der Republik Österreich 1918 bis 1924   | Übersicht, Kronen der Republik Österreich 1918 bis 1924 | Übersicht, Kronen der Republik Österreich 1918 bis 1924 | Übersicht, Kronen der Republik Österreich 1918 bis 1924 |
| Bild                                                           | Bild                                                    | Wert                                                    | Durch- messer                                           | Raugewicht Feingehalt                                   | Beschreibung                                            | Beschreibung                                               | Beschreibung                                              | Ausgabejahre                                            | Nachfolge-Schilling-Münze                               | Nachfolge-Schilling-Münze                               |
| Wertseite                                                      | Bildseite                                               | Wert                                                    | Durch- messer                                           | Raugewicht Feingehalt                                   | Rand                                                    | Wertseite                                                  | Bildseite                                                 | Ausgabejahre                                            | Wertseite                                               | Bildseite                                               |
| -------------------------------------------------------------- | ------------------------------------------------------- | ------------------------------------------------------- | ------------------------------------------------------- | ------------------------------------------------------- | ------------------------------------------------------- | ---------------------------------------------------------- | --------------------------------------------------------- | ------------------------------------------------------- | ------------------------------------------------------- | ------------------------------------------------------- |
|                                                                |                                                         | 100 Kronen                                              | 17 mm                                                   | 1,666 g 95 % Cu, 4 % Sn, 1 % Zn                         | glatt                                                   | Wert, Jahr der Prägung                                     | „ÖSTERREICH“, Adlerkopf                                   | 1923–1924                                               |                                                         |                                                         |
|                                                                |                                                         | 200 Kronen                                              | 19 mm                                                   | 3,333 g 95 % Cu, 4 % Sn, 1 % Zn                         | glatt                                                   | Wert, Jahr der Prägung 1924                                | „ÖSTERREICH“, Kruckenkreuz                                | 1924                                                    |                                                         |                                                         |
|                                                                |                                                         | 1000 Kronen                                             | 22 mm                                                   | 4,5 g 75 % Cu, 25 % Ni                                  | glatt                                                   | Wert, Jahr der Prägung 1924                                | „REPUBLIK ÖSTERREICH“, Kopf, unter Bildnis klein „H•ZITA“ | 1924                                                    |                                                         |                                                         |
|                                                                |                                                         | 20 Kronen                                               | 21 mm                                                   | 6,77 g 900 ‰ Au, 100 ‰ Cu                               | geriffelt                                               | „2952 KRONEN = 1 KILOGRAMM MÜNZGOLD (900/1000 FEIN)“, Wert | „REPUBLIK ÖSTERREICH“, Jahr der Prägung                   | 1923–1924                                               | keine Nachfolge-Münze                                   | keine Nachfolge-Münze                                   |
|                                                                |                                                         | 100 Kronen                                              | 37 mm                                                   | 33,88 g 900 ‰ Au, 100 ‰ Cu                              | geriffelt                                               | „2952 KRONEN = 1 KILOGRAMM MÜNZGOLD (900/1000 FEIN)“, Wert | „REPUBLIK ÖSTERREICH“, Jahr der Prägung                   | 1923–1924                                               | keine Nachfolge-Münze                                   | keine Nachfolge-Münze                                   |
| Diese Bilder sind in einer Größe von 2,5 Pixel pro Millimeter. |                                                         |                                                         |                                                         |                                                         |                                                         |                                                            |                                                           |                                                         |                                                         |                                                         |